# 纪昌庄镇
纪昌庄镇，是中华人民共和国河北省邢台市宁晋县下辖的一个乡镇级行政单位。

## 行政区划
纪昌庄镇下辖以下行政村：
纪昌庄一村、纪昌庄二村、纪昌庄三村、讲理村、清善桥村、清善头村、砖河村、百尺口村、桥河东村、桥河西村、东林子村、西林子村、东和睦村、西和睦村和郑家窑村。

## 名人
- 蔡叆，字天章，号洨滨。百尺口村人，约明世宗嘉靖二十二年前后在世。初师真定张睿，后从韩邦奇、湛若水游。举嘉靖八年（公元一五二九年）进士。累官监察御史，巡按河南，刚直敢言。与杨爵等因事系狱旋罢归。居家教授，修举庙，置膳田，设义举，行乡约，人称洨滨先生。著有《洨滨文集》、《洨滨语录》等书。
- 劉英傑，字辅廷，百尺口村人，清咸豐十一年（1861年）武科榜眼。官至閩浙副將。